# Walleria (roślina)
Walleria J.Kirk – rodzaj roślin należący do rodziny Tecophilaeaceae, obejmujący 3 gatunki występujące w południowej Afryce, na obszarze od Zairu i Tanzanii do RPA.

## Morfologia

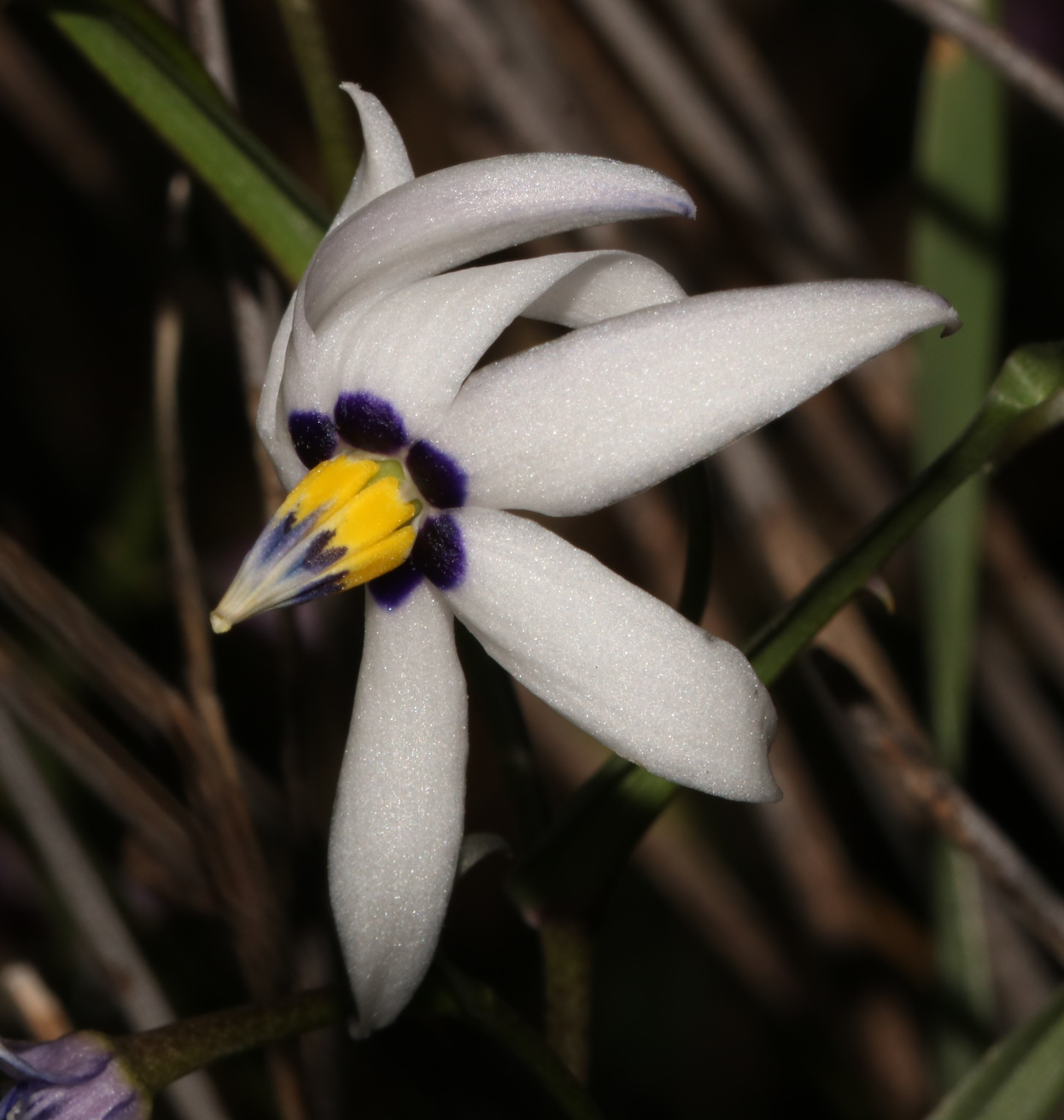
Kwiat W. gracilis

PokrójRośliny zielne o wysokości do 80 cm.
PędPodziemne, kuliste bulwocebule, nagie, o średnicy 2–4 cm, zebrane w podłużny klaster o długości 10–15 cm. Łodyga naziemna prążkowana, gładka, szorstka lub uzbrojona w kolce.
LiścieKatafile liczne, położone na podziemnej części pędu, błoniaste, rurkowate. Liście łodygowe liczne, skrętoległe, siedzące lub obejmujące łodygę. Blaszka równowąska do równowąskolancetowatej (W.  gracilis i W. nutans) lub jajowata do jajowatolancetowatej (W. macckenzii). Żyłka główna pod spodem blaszki szorstka lub uzbrojona w kolce.
KwiatyPojedyncze, wyrastające z kątów liści na długich, prostych lub zakrzywionych szypułkach, promieniste, wzniesione lub zwisające. Sześć listków okwiatu tworzących u nasady bardzo krótką rurkę, wyżej rozpostartych, a po przekwitnięciu składających się wokół zalążni. Okwiat biały, różowy, fiołkoworóżowy, białawo-niebieski do fioletowoniebieskiego i szaroniebieskiego. Sześć pręcików, monomorficznych osadzonych u ujścia rurki. Nitki krótkie, pylniki wolne lub zbiegające się wokół szyjki słupka, lancetowate, pękające wierzchołkowym otworkiem. Pręciki żółte z niebieską główką (W. mackenzii) lub niebieskie z żółtą główką (W. gracilis i W. nutans). Słupek niemal górny. Zalążnia trójkomorowa, z 8 osiowo położonymi zalążkami w każdej komorze. Szyjka słupka nieco dłuższa od pręcików, cylindryczna lub lekko stożkowata, o malutkim, trójdzielnym znamieniu.
OwoceKuliste torebki pękające komorowo. W każdej komorze 2-3 jajowate, ciemnoczerwono-brązowe nasiona, o błyszącej, gęsto pokrytej brodawkami łupinie.

## Biologia
RozwójWieloletnie geofity cebulowe.
SiedliskoGleby piaszczysto-gliniaste w lasach lub buszu (W. mackenzii) lub gleby piaszczyste na sawannach i zboczach górskich (W. gracilis i W. nutans).
GenetykaKomórki Walleria mają 24 chromosomy, tworzące 12 pary homologicznych.

## Systematyka
Jeden z rodzajów w rodzinie Tecophilaeaceae. We wcześniejszych ujęciach taksonomicznych rodzaj zaliczany był do rodziny liliowatych (Liliaceae) oraz był wyodrębniany do monotypowej rodziny Walleriaceae Takht..
Gatunki
- Walleria gracilis (Salisb.) S.Carter
- Walleria mackenziei J.Kirk
- Walleria nutans J.Kirk

## Nazewnictwo
Etymologia nazwy naukowejNazwa naukowa rodzaju została nadana na cześć Horacego Wallera, który w czasie podróży po centralnej Afryce w 1863 r. zebrał pierwsze okazy tych roślin.
HomonimyWalleria Nel, Bechly, Delclòs & Huang, 2009 to również rodzaj wymarłych ważek zaliczonych do rodziny Isophlebiidae

## Zastosowania
Bulwocebule Walleria nutans są spożywane przez ludy Tswana, Khoikhoi i buszmeńskie, po upieczeniu w gorącym popiele. Są bardzo sycące i przypominają w smaku gotowane ziemniaki. Bulwy tej rośliny są również ścierane na pastę, którą nakłada się na włosy rosnące na czole dzieci w celu ich usunięcia i "zwiększenia" rozmiaru czoła.